# كاشفي (مقاطعة فسا)
كاشفي (بالإنجليزية: Tolombeh-ye Mohammad Hasan Kashafi)‏ هي human-geographic territorial entity تقع في فارس في إيران. يقدر عدد سكانها بـ 20 نسمة .